# James Douglas, 4:e earl av Morton

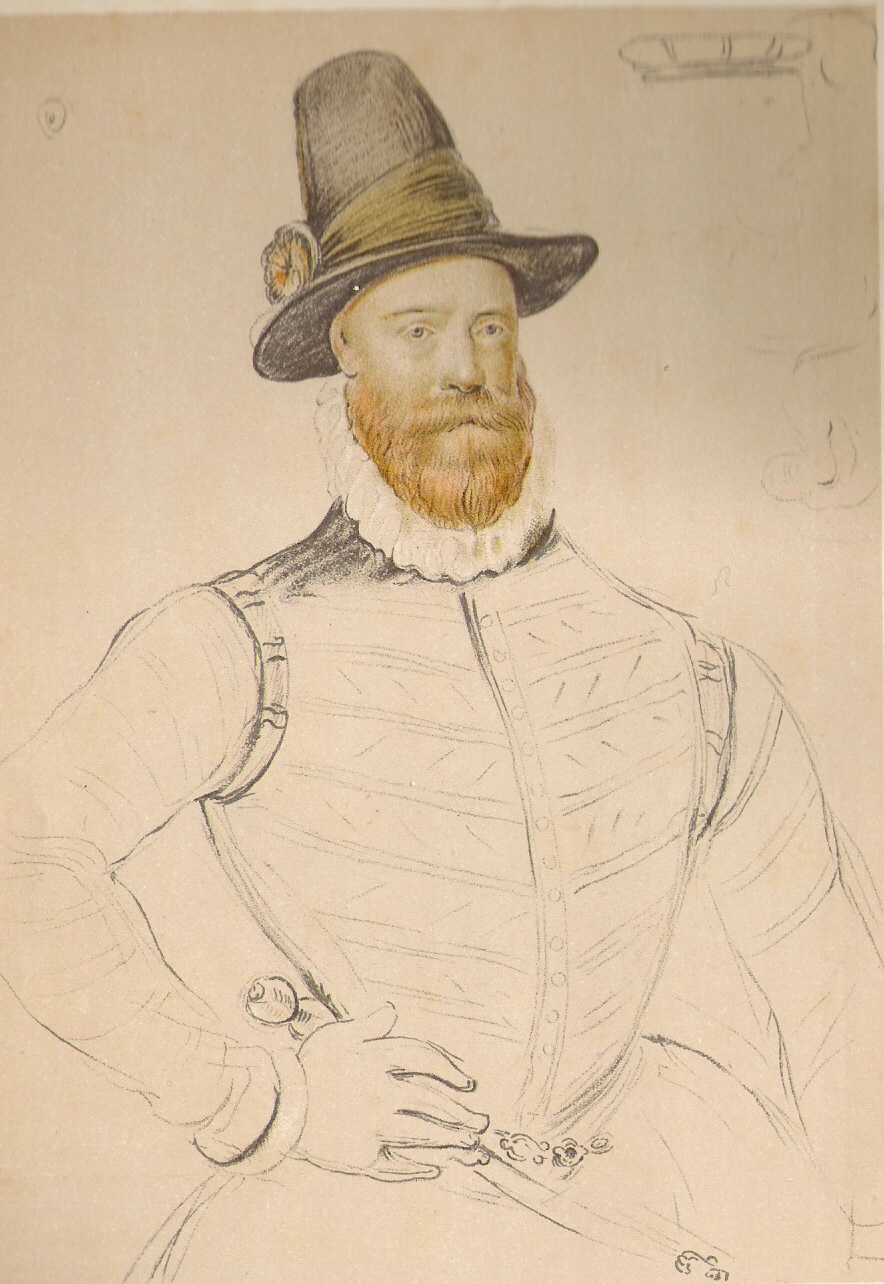
James Douglas, 4:e earl av Morton.

James Douglas, 4:e earl av Morton, född omkring 1525, död den 2 juni 1581, var en av Skottlands kraftfullaste statsmän. Han var Skottlands ställföreträdande regent eller riksföreståndare mellan 1572 och 1581. 

## Biografi
Han var son till sir George Douglas av Pittendreich (född omkring 1490, död 1552), den egentlige, för sin slughet bekante diplomatiske ledaren av det engelska partiet i Skottland under 1500-talets förra hälft. 
Douglas blev 1553 earl av Morton (genom gifte med den 3:e earlens arvtagerska), inkallades vid Maria Stuarts ankomst till Skottland i rådet och blev 1563 skotsk lordkansler. Han var en av reformationens verksammaste främjare i Skottland och vän till John Knox, men ville behålla deo kyrkliga biskopsförfattningen och höll starkt på den världsliga maktens övervälde över den kyrkliga. 
Ett protestantiskt förbund med England var målet för hans politik, och med mycken slughet förstod han att göra det mesta möjliga av sina förbindelser med den oberäkneliga drottning Elisabet. Morton var den egentlige upphovsmannen till mordet på Maria Stuarts italienske gunstling Rizzio (1566), i vilken han fruktade en rival om kanslersämbetet. Efter mordet nödgades han för en tid gå i landsflykt, men fick genom den nye gunstlingen Bothwells bemedling förlåtelse av drottningen 1566. 
I mordplanen mot Darnley aktade han sig för att deltaga, men röjde inte heller den kännedom han fått om sammansvärjningen. Då Bothwell efter Darnleys mord bortförde drottningen, kastade Morton masken, gjorde med understöd från England öppet uppror, tillfångatog drottningen vid Carberry Hill, den 14 juni 1567, och lät inspärra henne på en sin frändes slott, Lochleven. 
Morton torde ha genomdrivit regentskapets överlämnande åt Moray, blev dennes främste rådgivare och var sedan under Lennox regentskap Skottlands verklige styresman samt utövade starkt inflytande även på den därpå följande regenten, earlen av Mar, efter vars död (1572) han själv valdes till regent och förmyndare för den unge kungen Jakob VI. 
Morton förde nu som regent en kraftfull inre styrelse till mars 1578, då kungen genom hans fiender Argyll och Atholl förklarades myndig. Han avlägsnades nu ur rådet, men återvann i maj samma år för en tid sin ledande ställning och lät konfiskera den på katolska sidan ledande släkten Hamiltons gods till straff för dess delaktighet i morden på regenterna Moray och Lennox. 
Hans maktställning undergrävdes emellertid hastigt, då Esmé Stewart 1579 kom hem från Frankrike med särskild uppgift att i den romersk-katolska reaktionens intresse störta Morton. Esmé Stuart, snart upphöjd till hertig av Lennox, vann genom sin omvändelse från katolicismen kungens bevågenhet och lät (29 december 1580) James Stuart vid hovet öppet anklaga Morton för delaktighet i mordet på kungens far, lord Darnley. En av Bothwells medbrottslingar uppträdde som vittne, och Morton blev, trots att han bara kunde överbevisas om att ha känt till planerna, dömd till döden och avrättad i Edinburgh.